# 143

143(백사십삼)은 142보다 크고 144보다 작은 자연수다.

## 수학
- 합성수로, 그 약수는 1, 11, 13, 143이다. 진약수의 합은 25이므로, 143은 부족수다.
  - 48번째 반소수다. 앞의 반소수는 142, 다음 반소수는 145다.
- {\displaystyle 143=11+13+17+19+23+29+31}
  - 연속하는 소수(素數) 7개의 합으로 나타낼 수 있으며, 이 성질을 지닌 앞의 수는 119, 다음 수는 169다.
- {\displaystyle 143=11\times 13}
  - 연속하는 두 홀수의 곱으로 나타낼 수 있으며, 이 성질을 지닌 앞의 수는 99, 다음 수는 195다.
  - 연속하는 두 소수(素數)의 곱으로 나타낼 수 있으며, 이 성질을 지닌 앞의 수는 77, 다음 수는 221이다.

## 과학
- NGC 143: 고래자리 방향에 있는 나선은하.

## 교통

### 철도
- 수도권 전철 1호선 개봉역의 역번호.
- 대구 도시철도 1호선 신기역의 역번호.

### 도로
- 고속도로 및 국도
  - 아시안 하이웨이 143호선: 말레이시아를 관통하는 고속도로.
  - 아우토반 143호선(영어판, 독일어판): 독일의 고속도로.
  - 일본 143번 국도(일본어판): 나가노현 마쓰모토시에서 우에다시까지 이어지는 일본의 국도.
- 기타 도로
  - 현도 제143호선

## 군사
- U-143(영어판, 독일어판): 제2차 세계 대전에 사용된 나치 독일의 군용 잠수함. 제1차 세계 대전에 사용될 예정이던 동명의 모델도 있었으나, 완성되지 못했다.

## 문화유산
- 대한민국의 국보 제143호: 화순 대곡리 청동기 일괄
- 대한민국의 보물 제143호: 서산 개심사 대웅전
- 대한민국의 사적 제143호: 서울 문묘와 성균관

## 방송
- 스카이라이프의 ONT 채널 번호.
- 지니 TV의 가요TV 채널 번호.
- U+ TV의 텔레노벨라 채널 번호.
- LG헬로비전의 엑스원 채널 번호.
- B tv 케이블의 FTV 채널 번호.

## 스포츠
- 143 병살: 야구에서 투수→2루수→1루수의 순서로 공이 움직여 이루어지는 병살.

## 기타
- 연도: 143년, 기원전 143년
- 143엔터테인먼트: 대한민국의 연예 기획사.